# Larsen (Familienname)
Larsen ist hauptsächlich ein Familienname. Die Verwendung als männlicher Vorname ist selten.

## Herkunft und Bedeutung
Larsen ist ein Patronym aus dem skandinavischen Raum und bedeutet Sohn des Lars.

## Varianten
- Larssen
- Larson, Larsson

## Namensträger
- Larsen (Zauberkünstlerfamilie), US-amerikanische Zauberkünstlerfamilie

### A
- Aage Larsen (1923–2016), dänischer Ruderer
- Aaja Chemnitz Larsen (* 1977), grönländische Politikerin (Inuit Ataqatigiit), siehe Aaja Chemnitz Driefer
- Adolph Larsen (1856–1942), dänischer Landschaftsmaler
- Aksel Larsen (1897–1972), dänischer Politiker
- Alfred Larsen (1863–1950), norwegischer Segler
- Allan Juel Larsen (1931–2017), dänischer Radrennfahrer
- Alma Larsen (* 1945), deutsche Autorin und Künstlerin
- Anders Larsen (1870–1949), saamischer Lehrer, Journalist und Autor
- Angunnguaq Larsen (* 1976), grönländischer Schauspieler und Musiker
- Anna Dina Björn-Larsen (* 1975), Querflötistin und Hochschullehrerin
- Arne Larsen (* 1937), norwegischer Skisportler
- Arthur Larsen (1925–2012), US-amerikanischer Tennisspieler
- Axel Juul Larsen (* 2004), dänischer Volleyballspieler

### B
- Bent Larsen (Schachspieler) (1935–2010), dänischer Schachspieler
- Bent Larsen (Ruderer) (* 1942), dänischer Ruderer
- Bent Larsen (Handballspieler) (* 1954), dänischer Handballspieler und Leichtathlet
- Birger Larsen (Fußballspieler) (1942–2024), dänischer Fußballspieler
- Birger Larsen (1961–2016), dänischer Filmregisseur und Drehbuchautor
- Blaine Larsen (* 1986), US-amerikanischer Countrysänger
- Blair Larsen (* 1969), neuseeländischer Rugby-Union-Spieler
- Bob Larsen (* 1939), US-amerikanischer Leichtathletiktrainer
- Brad Larsen (* 1977), kanadischer Eishockeyspieler
- Brian Bo Larsen (* 1974), dänischer Staatsbürger und mehrfach rechtsmäßig verurteilter Straftäter
- Buster Larsen (1920–1993), dänischer Schauspieler

### C
- Calle Hellevang-Larsen (* 1977), norwegischer Komiker und Schauspieler
- Camilla Kur Larsen (* 1989), dänische Fußballspielerin
- Camma Larsen-Ledet (1915–1991), dänische Politikerin (Socialdemokraterne), Mitglied des Folketing und Ministerin
- Carl Larsen (Turner) (1886–1962), dänischer Turner
- Carl Anton Larsen (1860–1924), norwegischer Walfänger und Antarktisforscher
- Catherine Larsen-Maguire (* 1971), britische Dirigentin
- Christian Larsen (Maler) (1815–1890), dänischer Maler
- Christian Larsen (Ruderer), neuseeländischer Ruderer
- Christian Larsen (Boxer) (Niels Christian Larsen; 1947–2001), dänischer Boxer
- Christian Larsen (Mediziner) (* 1956), Schweizer Mediziner und Autor
- Christian Larsen (Badminton) (* um 1988), dänischer Badmintonspieler
- Christian Magnus Falsen Sinding-Larsen (1866–1930), norwegischer Arzt
- Christine Larsen (* 1967), kanadische Synchronschwimmerin
- Clark S. Larsen (* 1952), US-amerikanischer Anthropologie
- Claus Larsen (* 1967), dänischer Musiker, siehe Leæther Strip
- Claus Larsen-Jensen (* 1953), dänischer Politiker
- Claus Bo Larsen (* 1965), dänischer Fußballschiedsrichter
- Clifford Larsen (* 1958), US-amerikanischer Rechtswissenschaftler

### D
- Dennis R. Larsen (* um 1949), pensionierter Generalleutnant der US Air Force
- Ditte Larsen (* 1983), dänische Fußballspielerin
- Don Larsen (1929–2020), US-amerikanischer Baseballspieler
- Dorthe Larsen, Geburtsname von Dorthe Kollo (* 1947), dänische Schlagersängerin
- Dorthe Larsen (Fußballspielerin) (* 1969), dänische Fußballspielerin

### E
- Edvard Larsen (1881–1914), norwegischer Leichtathlet
- Edvin Larsen (* 1916), dänischer Hürdenläufer und Zehnkämpfer
- Egon Larsen (1904–1990), deutsch-britischer Journalist und Schriftsteller
- Einar Bruno Larsen (1939–2021), norwegischer Fußball- und Eishockey- und Handballspieler
- Eirik Verås Larsen (* 1976), norwegischer Kanute
- Emil Larsen (* 1991), dänischer Fußballspieler
- Eric Fischer-Larsen (1912–nach 1970), deutscher Komponist
- Erik Larsen (Tennisspieler) (1880–nach 1914), dänischer Tennisspieler
- Erik Larsen (Ruderer) (1928–1952), dänischer Ruderer
- Erik Larsen (Chemiker) (* 1937), dänischer Chemiker
- Erik Larsen (Comiczeichner) (* 1962), US-amerikanischer Comiczeichner
- Erik Otto Larsen (1931–2008), dänischer Schriftsteller
- Erlend Larsen (* 1965), norwegischer Politiker
- Ernst Larsen (Stabhochspringer) (1910–1971), dänischer Stabhochspringer
- Ernst Larsen (1926–2015), norwegischer Hindernisläufer
- Ernst Larsen (Schachspieler) (* 1947), dänischer Fernschachspieler
- Esben Lunde Larsen (* 1978), dänischer Politiker (Venstre)
- Esper S. Larsen (1879–1961), US-amerikanischer Mineraloge, Geologe und Petrologe
- Ester Larsen (1936–2025), dänische Politikerin

### F
- Finn B. Larsen (1920–2009), dänischer Luftfahrtmanager
- Frode Larsen (1949–2017), norwegischer Fußballspieler

### G
- Gary Larsen (* 1942), US-amerikanischer American-Football-Spieler
- Gerd Larsen (* 1942), dänischer Langstreckenläufer
- Gert Larsen (* 1960), dänischer Curler
- Glenn Atle Larsen (* 1982), norwegischer Fußballspieler
- Gry Larsen (* 1975), norwegische Politikerin
- Gunnar Larsen (1900–1958), norwegischer Schriftsteller, Übersetzer und Journalist

### H
- Hanne Larsen (Fußballspielerin) (* 1960), dänische Fußballspielerin
- Hanne Larsen (Regisseurin) (* 1978), norwegische Filmregisseurin
- Hans Larsen (Sportschütze) (1873–1952), britischer Sportschütze
- Hans L. Larsen (1923–2004), grönländischer Lehrer, Schriftsteller, Herausgeber und Kommunalpolitiker
- Hans Jesper Larsen-Bjerre (1910–1999), dänischer Politiker (Socialdemokraterne), Folketing-Mitglied und Fischereiminister
- Harry Larsen (1915–1974), dänischer Ruderer
- Helge Larsen (Archäologe) (1905–1984), dänischer Archäologe
- Helge Larsen (Politiker) (1915–2000), norwegischer Politiker
- Helge Larsen (Mikrobiologe) (1922–2005), norwegischer Mikrobiologe
- Helge Solum Larsen (1969–2015), norwegischer Politiker
- Henning Larsen (1925–2013), dänischer Architekt
- Henning Larsen (Leichtathlet) (1910–2011), dänischer Marathonläufer
- Henning Larsen (Radsportler) (* 1955), dänischer Radrennfahrer
- Henning Larsen (Tennisspieler), dänischer Tennisspieler
- Henning Larsen (Zoologe), norwegischer Herpetologe
- Henning Robert Larsen (* 1931), dänischer Radrennfahrer
- Henrietta Larsen (1894–1976), US-amerikanische Politikerin
- Herbrand Larsen, norwegischer Keyboarder, Sänger und Musikproduzent
- Henrik Larsen (Schauspieler) (* 1949), dänischer Schauspieler
- Henrik Larsen (Fußballspieler, 1965) (* 1965), dänischer Fußballspieler
- Henrik Larsen (Fußballspieler, 1966) (* 1966), dänischer Fußballspieler und -trainer
- Henrik Larsen (Fußballspieler, 1967) (* 1967), dänischer Fußballtorhüter
- Henrik Bo Larsen (* 1958), dänischer Fußballspieler
- Henrik Sass Larsen (* 1966), dänischer Politiker
- Henrik Larsen (Sportschütze) (* 1997), norwegischer Sportschütze
- Henry Larsen (Ruderer, 1891) (1891–1969), norwegischer Ruderer
- Henry Larsen (1899–1964), kanadischer Polarforscher
- Henry Larsen (Ruderer, 1916) (1916–2002), dänischer Ruderer
- Henry Kristian Larsen (1914–1986), dänischer Hockeyspieler
- Henry Louis Larsen (1890–1962), US-amerikanischer Marineoffizier
- Hjalmar Riiser-Larsen (1890–1965), norwegischer Pilot, Polarforscher und Geschäftsmann
- Holger Sinding-Larsen (1869–1938), norwegischer Architekt

### I
- Ib Ivan Larsen (* 1945), dänischer Ruderer
- Ib Storm Larsen (1925–1991), dänischer Ruderer
- Ingrid Larsen (Politikerin) (1883–1965), dänische Politikerin und Frauenrechtsaktivistin
- Ingrid Larsen (Schachspielerin) (1909–1990), dänische Schachspielerin
- Ingrid Larsen (Wasserspringerin) (1912–1997), dänische Wasserspringerin
- Irene Larsen (* 1964), samische Lyrikerin aus Norwegen

### J
- J. Berkeley Larsen (1889–1979), US-amerikanischer Politiker
- Jacob Larsen (Cricketspieler) (1979–2023), dänischer Cricketspieler
- Jacob Larsen (* 1988), dänischer Ruderer
- Jakob Larsen (Historiker) (1888–1974), US-amerikanischer Althistoriker
- Jakob Larsen (Handballspieler) (* 1974), grönländischer Handballspieler und -trainer
- Jan Larsen (Fußballspieler) (1945–1993), dänischer Fußballspieler
- Jan Larsen (Schwimmer) (* 1967), dänischer Schwimmer
- Jan Kjell Larsen (* 1983), norwegischer Fußballspieler
- Japhet Sery Larsen (* 2000), dänischer Fußballspieler
- Jens Larsen (Sänger) (um 1966), deutscher Opernsänger (Bass)
- Jens Larsen (Volleyballspieler) (* 1969), dänischer Volleyballspieler
- Jens Stryger Larsen (* 1991), dänischer Fußballspieler
- Jesper Larsen (* 1972), dänischer Badmintonspieler
- Jim Larsen (* 1985), dänischer Fußballspieler
- Johannes Larsen (1867–1961), dänischer Maler des Naturalismus
- Johannes Anker Larsen (1874–1957), dänischer Schriftsteller
- John Larsen (Sportschütze, 1913) (John Harry Larsen senior; 1913–1989), norwegischer Sportschütze
- John Larsen (Sportschütze, 1943) (John Hugo Larsen junior; * 1943), norwegischer Sportschütze
- Jon Larsen (* 1959), norwegischer Gitarrist und Jazzmusiker
- Jørgen Strand Larsen (* 2000), norwegischer Fußballspieler
- Jørn Neergaard Larsen (* 1949), dänischer Politiker
- Josh Larsen (* 1994), kanadischer Rugby-Union-Spieler

### K
- Kamilla Larsen (* 1983), dänische Handballspielerin
- Kamren Larsen (* 1999), US-amerikanischer Radrennfahrer
- Kari Nordheim-Larsen (* 1948), norwegische Politikerin
- Karl Larsen (Schriftsteller) (1860–1931), dänischer Schriftsteller
- Karl Larsen (Manager) (1900–1978), deutscher Bankmanager
- Karl Adolf Koefoed Larsen (1896–1963), dänischer Schachkomponist
- Karoline Simpson-Larsen (* 1997), norwegische Skilangläuferin
- Kaspar Boye Larsen (* 1975), dänischer Bassist
- Kathrine Larsen (* 1993), dänische Fußballtorhüterin
- Keith Larsen (1924–2006), US-amerikanischer Schauspieler, Produzent, Regisseur und Drehbuchautor
- Kelley Larsen (* 1992), US-amerikanische Beachvolleyballspielerin, siehe Kelley Kolinske
- Kenneth Larsen (Badminton) (* um 1958), dänischer Badmintonspieler
- Kenneth Larsen (Eishockeyspieler, 1970) (* 1970), dänischer Eishockeyspieler
- Kenneth Larsen (Eishockeyspieler, 1976) (* 1976), norwegischer Eishockeyspieler

- Kevin Larsen (* 1993), dänischer Basketballspieler
- Kim Larsen (1945–2018), dänischer Rockmusiker
- Kirsten Larsen (* 1962), dänische Badmintonspielerin
- Kristjan Larsen (1895–1972), dänischer Turner
- Kristina Larsen (Produzentin) (* 1968), französische Filmproduzentin
- Kristina Larsen (Ruderin) (* 1978), australische Ruderin
- Kristina Larsen (Fußballspielerin) (* 1988), US-amerikanische Fußballspielerin
- Kurt Peter Larsen (* 1953), dänischer Autor

### L
- Lars Larsen (1948–2019), dänischer Unternehmer
- Lars Bay Larsen (* 1953), dänischer Jurist
- Lars Becker-Larsen (* 1957), dänischer Dokumentarfilmemacher
- Lars Bo Larsen (* 1975), dänischer Diplomat
- Lars Olden Larsen (* 1998), norwegischer Fußballspieler
- Laurits Larsen (1872–1949), dänischer Sportschütze
- Lauritz Wigand-Larsen (1895–1951), norwegischer Turner
- Leif Larsen (Radsportler) (* 1942), dänischer Radrennfahrer
- Leif Andreas Larsen (1906–1990), norwegischer Seemann und Widerstandskämpfer
- Leif Holger Larsen (1954–2015), norwegischer Diplomat
- Leni Larsen Kaurin (* 1981), norwegische Fußballspielerin
- Line Berggren Larsen (* 1998), dänische Handballspielerin
- Lisa Larsen (* 1990), schwedische Skilangläuferin
- Lone Larsen (* 1955), dänische Bildhauerin und Malerin
- Lone Larsen (Dirigentin) (* 1973), dänische Dirigentin
- Louis Larsen (1890–1960), dänischer Kameramann
- Ludwig Kohl-Larsen (1884–1969), deutscher Arzt, Paläontologe und Forschungsreisender

### M
- Mads Larsen (Boxer) (* 1973), dänischer Boxer
- Mads Mensah Larsen (* 1991), dänischer Handballspieler
- Mads Larsen (Eishockeyspieler) (* 1995), dänischer Eishockeyspieler
- Mads Larsen (Fußballspieler) (* 2001), dänischer Fußballspieler
- Magnus Larsen (* 1931), grönländischer Pastor, Propst, Schriftsteller, Redakteur und Kommunalpolitiker
- Marco Larsen (* 1993), dänischer Fußballspieler
- Marit Larsen (* 1983), norwegische Popmusikerin
- Martin Larsen (* 1982), dänischer Poolbillardspieler
- Martin Bille Larsen (* 1985), dänischer Badmintonspieler
- Max Deen Larsen (1943–2018), amerikanisch-österreichischer Kulturmanager
- Maximilian Larsen (eigentlich Max Schwenkner; 1904–1975), deutscher Schauspieler, Synchron- und Hörspielsprecher
- Michael Larsen (* 1965), deutscher Sänger, Moderator, Komponist und Textdichter
- Michael J. Larsen, US-amerikanischer Mathematiker
- Michael Smith Larsen (* 1981), dänischer Radrennfahrer
- Mikael Flygind Larsen (* 1982), norwegischer Eisschnellläufer
- Mikkel Larsen (* 1972), dänischer Basketballspieler
- Mikkel Delbo Larsen (* 1985), dänischer Badmintonspieler
- Mira Verås Larsen (* 1987), norwegische Kanutin
- Mogens Larsen (Assyriologe), dänischer Assyriologe
- Mogens Larsen (Segler) (* 1950), dänischer Segler
- Morten Gunnar Larsen (* 1955), norwegischer Pianist

### N
- Neil Larsen (* 1948), amerikanischer Jazz- und Fusionmusiker
- Nella Larsen (1891–1964), amerikanische Schriftstellerin
- Nicolai Bo Larsen (* 1971), dänischer Radsportler
- Nikolaj Torp Larsen (* 1973), dänischer Fusionmusiker
- Niels Larsen (1889–1969), dänischer Sportschütze
- Niels Peter Juel Larsen (* 1942), dänischer Autor und Journalist sowie Radiomacher
- Niklas Larsen (* 1997), dänischer Radrennfahrer
- Nils Larsen (Pianist) (1888–1937), norwegischer Pianist, Komponist und Musikpädagoge
- Nils Larsen (Kapitän) (1900–1976), norwegischer Kapitän und Walfänger

### O
- Ørjan Larsen (* 1991), norwegischer E-Sportler
- Oskar Larsen (1882–1972), österreichischer Historien- und Genremaler sowie Grafiker
- Otto Larsen (1889–1972), deutscher Maler, Grafiker, Illustrator und Schriftsteller

### P
- Paul Larsen (Paul B. Larsen; * vor 1946), US-amerikanischer Jurist und Hochschullehrer
- Peter Larsen (Nationalsozialist) (1892–1983), Führer der deutschen Minderheit in Nordschleswig
- Peter Larsen (Ringer) (1904–1985), dänischer Ringer
- Peter Larsen (Politiker) (1924–1970), dänischer Politiker
- Peter Larsen (Rennfahrer) (* 1961), schwedischer Automobilrennfahrer
- Peter Bredsdorff-Larsen (* 1967), dänischer Handballspieler und -trainer
- Peter Orry Larsen (* 1989), norwegischer Fußballspieler
- Petter Larsen (1890–1946), norwegischer Segler
- Philip Larsen (* 1989), dänischer Eishockeyspieler
- Pierre Larsen (* 1959), dänischer Fußballspieler
- Poul Larsen (Ingenieur) (Poul Sehested Harald Larsen; 1859–1935), dänischer Ingenieur
- Poul Larsen (Botaniker) (1909–1976), dänischer Botaniker
- Poul Larsen (Kanute) (Poul Frederik Larsen; 1916–1990), dänischer Kanute
- Poul Bogs Larsen (Poul Carl Alfred Georg Bogs Larsen), dänischer Leichtathlet
- Poul-Erik Høyer Larsen (* 1965), dänischer Badmintonspieler
- Preben Larsen (1922–1965), dänischer Drei- und Weitspringer

### R
- Ragnar Larsen (1925–1982), norwegischer Fußballspieler
- Randy Larsen (* 1961), US-amerikanischer Philosoph
- Rasmus Larsen (Informatiker) (* 1966), dänischer Informatiker
- Rasmus Larsen (Handballspieler) (* 1972), grönländischer Handballspieler
- Rasmus Larsen (Basketballspieler) (1994–2015), dänischer Basketballspieler
- Reidar T. Larsen (1923–2012), norwegischer Politiker
- Reif Larsen (* 1980), US-amerikanischer Autor
- Reinhard Larsen (* 1943), deutscher Anästhesist und Hochschullehrer
- Richard F. Larsen (* 1936), US-amerikanischer Politiker
- Rick Larsen (* 1965), US-amerikanischer Politiker
- Roald Larsen (1898–1959), norwegischer Eisschnellläufer
- Rolf Kristian Larsen (* 1983), norwegischer Schauspieler
- Ronald Larsen (* 1930), US-amerikanischer Mathematiker

### S
- Samuel Larsen (* 1991), US-amerikanischer Schauspieler und Sänger
- Sigurd Larsen (* 1981), dänischer Architekt und Möbeldesigner
- Simone Larsen (* 1970), norwegische Popmusikerin, siehe Simone Eriksrud
- Sine Larsen (1943–2025), dänische Chemikerin, Strukturbiologin und Wissenschaftsmanagerin
- Søren Larsen (Physiker) (1871–1957), dänischer Physiker
- Søren Larsen (* 1981), dänischer Fußballspieler
- Søren Peter Larsen (1888–1948), dänischer Politiker
- Stanley R. Larsen (1915–2000), US-amerikanischer Generalleutnant
- Stig Larsen (* 1962), dänischer Radrennfahrer
- Stine Larsen (Leichtathletin) (* 1975), norwegische Langstreckenläuferin
- Stine Larsen (Fußballspielerin) (* 1996), dänische Fußballspielerin

### T
- Tambi Larsen (1914–2001), US-amerikanischer Szenenbildner
- Terje Rød-Larsen (* 1947), norwegischer Diplomat und Soziologe
- Thøger Larsen (1875–1928), dänischer Dichter
- Thomas Larsen (Politiker) (1885–nach 1932), grönländischer Katechet und Landesrat
- Thomas Larsen (Ruderer, 1968) (* 1968), dänischer Ruderer
- Thomas Larsen (Tennisspieler) (* 1975), dänischer Tennisspieler
- Thomas Larsen (Ruderer, 1980) (* 1980), dänischer Ruderer
- Thomas Larsen (Radsportler) (* 1994), norwegischer Radsportler
- Thomas Bo Larsen (* 1963), dänischer Schauspieler
- Thomas Helland Larsen (* 1998), norwegischer Skilangläufer
- Thor Larsen (1886–1970), norwegischer Turner
- Thorkild Larsen (* 1942), dänischer Tennisspieler
- Tine Scheuer-Larsen (* 1966), dänische Tennisspielerin
- Tobias Larsen (* 2000), dänischer Sprinter
- Tommy Svindal Larsen (* 1973), norwegischer Fußballspieler
- Tonje Larsen (* 1975), norwegische Handballspielerin und -trainerin
- Tor Bomann-Larsen (* 1951), norwegischer Schriftsteller und Zeichner
- Torben Larsen (Hydrologe) (* 1942), dänischer Hydrologe
- Torben B. Larsen (1944–2015), dänischer Schmetterlingskundler
- Torjus Larsen (* 1964), norwegischer Radrennfahrer
- Torry Larsen (* 1971), norwegischer Abenteurer und Polarforscher
- Tove Lindbo Larsen (1928–2018), dänischer Minister und Folketingsabgeordneter

### U
- Ulla Larsen (1941–2021), dänische Schauspielerin
- Ulrich Larsen (* 1976), dänischer Koch, der über 10 Jahre (2010–2021) Nordkorea infiltrierte
- Unni Larsen (* 1959), norwegische Radrennfahrerin

### V
- Vermund Larsen (1909–1970), dänischer Möbeldesigner und Produzent
- Vibeke Larsen (Politikerin, 1949) (* 1949), dänische Reichsombudsfrau auf den Färöern
- Vibeke Larsen (Politikerin, 1971) (* 1971), norwegische Politikerin
- Viggo Larsen (1880–1957), dänischer Schauspieler, Regisseur und Produzent

### W
- Werner Meyer-Larsen (1931–2017), deutscher Journalist und Publizist
- Wilhelm Larsen (1861–1913), deutscher Bildhauer und Maler
- William Washington Larsen (1871–1938), US-amerikanischer Politiker